# Salomão Barbosa Ferraz
Salomão Barbosa Ferraz (Jaú, 18 febbraio 1880 – San Paolo, 11 maggio 1969) è stato un vescovo cattolico brasiliano. La sua carriera lo portò all'appartenenza di diverse confessioni cristiane dal Presbiterianesimo alla Chiesa cattolica romana.

## Biografia
Salomão Barbosa Ferraz nacque a Jaú il 18 febbraio 1880 in una famiglia presbiteriana. Era figlio del pastore Belarmino Nunes Ferraz e di sua moglie Maria Santana Barbosa.

### Ministero nella Chiesa presbiteriana
Frequentò le scuole a Jaú e a San Paolo. In gioventù studiò anche violino e organo. Dopo essersi diplomato alle superiori al Colégio Camargo, entrò nel seminario presbiteriano per gli studi teologici. Nel 1898 fu accettato come candidato per l'opera di predicazione. Per i successivi quattro anni continuò a prepararsi per l'ordinazione. Nel 1902 divenne pastore della Chiesa presbiteriana in Brasile. Negli anni seguenti operò come missionario e pastore di congregazioni in varie parti del Brasile.
Nel 1916, durante un congresso presbiteriano a Panama, si disse a favore del reciproco riconoscimento del battesimo da parte delle Chiese evangeliche e della Chiesa cattolica. Si oppose alla pratica presbiteriana di battezzare nuovamente i convertiti da altre confessioni cristiane. Era a favore dell'ecumenismo e del dialogo della sua Chiesa con le altre comunità cristiane. Questo generò reazioni avverse da parte di alcune persone di alto rango nella gerarchia.

### Ministero nella Chiesa anglicana
Nel 1917, a causa della mancanza di comprensione, lasciò la Chiesa presbiteriana e il 1º marzo 1917 si convertì all'Anglicanesimo. Fino al 1935 fu sacerdote della Chiesa episcopale anglicana in Brasile. Fu pastore della parrocchia anglicana di Santa Teresa dal 1918 al 1924 e a San Paolo dal 1924 al 1936.
Nel 1928 fondò una congregazione religiosa, l'Ordine di Sant'Andrea, il cui compito era quello di rafforzare le virtù contenute nel Vangelo. In quel momento, iniziò a professare delle opinioni anglo-cattoliche e ad introdurre cambiamenti nei suoi servizi in questo spirito. Questo causò una disputa con il vescovo episcopale locale.

### Ministero nella Chiesa cattolica libera
Nel 1936, dopo incomprensioni e accuse di violazione dei canoni della fede anglicana, lasciò la Chiesa episcopale. Senza uno stipendio, iniziò a lavorare come direttore di una biblioteca pubblica. Insieme ai suoi sostenitori, fondò poi una propria denominazione - la Chiesa cattolica libera. Nel 1936, durante il primo congresso della Chiesa, fu eletto vescovo e obbligato dal sinodo ad accettare il sacramento.
Richiese di ricevere l'ordinazione per mano dei vescovi vetero-cattolici europei. Scrisse al vescovo missionario della Vecchia chiesa cattolica polacca Jan Perkowski e poi all'arcivescovo Władysław Faron. Tuttavia, il suo viaggio in Polonia per la prevista consacrazione episcopale nel 1939 fu impedito dallo scoppio della seconda guerra mondiale. Dopo questo fallimento chiese l'ordinazione ai vescovi della Vecchia chiesa cattolica nei Paesi Bassi. Ricevette un invito personale dall'arcivescovo Andreas Rinkel. Tuttavia, causa dell'invasione tedesca dei Paesi Bassi nel 1940 da parte delle truppe tedesche, non poté ricevere l'ordinazione.

### Ministero nella Chiesa cattolica apostolica brasiliana
Nel 1945, dopo molti anni di tentativi di ricevere l'ordinazione episcopale, stabilì una cooperazione con il vescovo cattolico Carlos Duarte Costa, da tempo in conflitto con la Santa Sede. Il 15 agosto 1945 questi gli conferì l'ordinazione episcopale. Poco tempo dopo fu scomunicato.
Dal 1945 al 1958 fu vescovo della Chiesa cattolica apostolica brasiliana e partecipò all'organizzazione delle strutture diocesane, parrocchiali e missionarie di questa comunità.
Nel 1951 consacrò il vescovo Manoel Ceia Laranjeir, che in seguito diventò il primo patriarca della Chiesa cattolica apostolica indipendente.

### Ministero nella Chiesa cattolica
Essendo un vescovo della Chiesa cattolica apostolica brasiliana, sentì il bisogno di un intenso lavoro per l'ecumenismo e l'unità delle Chiese. Postulò la codificazione di un'uniforme dottrina cristiana per tutte le confessioni e l'unificazione del culto e dei riti di massa.
Nel 1958, vedendo la speranza di grandi cambiamenti nella Chiesa cattolica durante il pontificato di papa Giovanni XXIII, iniziò un dialogo con la gerarchia cattolica romana. Poco dopo aver iniziato colloqui con Roma, espresse il suo desiderio di essere ammesso nella Chiesa cattolica romana. L'8 dicembre 1959, alla presenza del cardinale Carlos Carmelo de Vasconcelos Motta, emise pubblicamente la confessione di fede cattolica. La sua accoglienza incontrò una certa resistenza e confusione a Roma, dove fu ipotizzato che fosse vedovo o celibe.
Nel 1959, la Santa Sede riconobbe la validità della sua ordinazione e gli permise di operare nella pastorale dell'arcidiocesi di San Paolo come superiore dell'Ordine di Sant'Andrea, i cui membri dovettero convertirsi al cattolicesimo.
Il 25 marzo 1960 incontrò di persona papa Giovanni XXIII. Durante il colloquio ricevette le linee guida generali riguardanti il suo ruolo nella Chiesa cattolica e il suo ministero episcopale. Gli fu affidato il ruolo di emissario vaticano con lo scopo di riportare in comunione con la Santa Sede varie comunità cattoliche divenute indipendenti nel corso degli anni e ritenute scismatiche.
Tra il 1960 e il 1965 viaggiò molto in Brasile e in Italia. Partecipò al Concilio Vaticano II e alle discussioni sull'introduzione delle lingue vernacolari nella liturgia, sull'ecumenismo e sull'unione delle Chiese.
Il 10 maggio 1963 papa Giovanni XXIII lo nominò vescovo titolare di Eleuterna. Papa Paolo VI lo inviò nell'arcidiocesi di Rio de Janeiro.
Morì a San Paolo l'11 maggio 1969 all'età di 89 anni.

## Vita privata
Nel 1902, essendo un prete presbiteriano, si sposò con Emilia Cagnoto (18 marzo 1881 - 27 marzo 1963). Da quest'unione nacquero sette figli. La coppia rimase sposata per il resto della vita, anche quando Barbosa Ferraz divenne vescovo cattolico romano. Tuttavia, Salomão Barbosa Ferraz non ebbe alcuna sede vescovile se non dopo essere divenuto vedovo.
Il caso di Salomão Barbos Ferraz è uno dei pochi nella storia della Chiesa cattolica romana dai tempi del Concilio di Trento in cui il papa permise a un vescovo di rimanere sposato e di esercitare le sue funzioni nella Chiesa.

## Genealogia episcopale
La genealogia episcopale è:
- Cardinale Scipione Rebiba
- Cardinale Giulio Antonio Santori
- Cardinale Girolamo Bernerio, O.P.
- Arcivescovo Galeazzo Sanvitale
- Cardinale Ludovico Ludovisi
- Cardinale Luigi Caetani
- Cardinale Ulderico Carpegna
- Cardinale Paluzzo Paluzzi Altieri degli Albertoni
- Papa Benedetto XIII
- Papa Benedetto XIV
- Papa Clemente XIII
- Cardinale Bernardino Giraud
- Cardinale Alessandro Mattei
- Cardinale Pietro Francesco Galleffi
- Cardinale Giacomo Filippo Fransoni
- Cardinale Carlo Sacconi
- Cardinale Edward Henry Howard
- Cardinale Mariano Rampolla del Tindaro
- Cardinale Joaquim Arcoverde de Albuquerque Cavalcanti
- Cardinale Sebastião Leme da Silveira Cintra
- Vescovo Carlos Duarte Costa
- Vescovo Salomão Ferraz